# Олорон-Сент-Мари (округ)
Олорон-Сент-Мари (фр. Oloron-Sainte-Marie) — округ (фр. Arrondissement) во Франции, один из округов в регионе Новая Аквитания. Департамент округа — Пиренеи Атлантические. Супрефектура — Олорон-Сент-Мари.
Население округа на 2006 год составляло 73 692 человек. Плотность населения составляет 26 чел./км². Площадь округа составляет всего 2885 км².